# Zou huo ru mo
Zou huo ru mo (走火入魔) est un concept de culture chinoise utilisé pour indiquer que quelque chose a mal tourné dans une pratique spirituelle ou d'arts martiaux. 
La communauté du Qi gong utilise ce terme pour décrire un trouble physiologique ou psychologique dont on pense qu'il se produit pendant ou après la mauvaise pratique du Qi Gong. Le concept a été mis en évidence dans le contexte social et politique de la fièvre du Qi gong (en).

## Récapitulatif
L'expression 走火入魔 zǒuhuǒrùmó((zh) a deux significations : soit « être obsédé par qqch au point de perdre la tête ; soit être possédé. » C'est un terme sui generis d'arts martiaux. L'expression est évoquée si ces derniers ont mal tourné ou mal interprété.
Plus récemment, le terme a été appliqué pour désigner les effets somatiques ou psychologiques indésirables ressentis pendant ou après la pratique du Qi gong. Dans la plupart des cas, ils sont passagers et ne sont jamais signalés par des médecins.

## Symptômes
Les symptômes sont souvent identifiés comme appartenant à l'une des trois catégories suivantes :
1. paniques, malaise et mouvements spontanés incontrôlés ;
2. problèmes sensoriels, tels qu'hallucinations visuelles ou auditives ;
3. croyances irrationnelles[4].

Les symptômes somatiques peuvent comprendre des sensations et des douleurs dans la tête, la poitrine, le dos, l'abdomen, les membres ou le corps entier ; tandis que les symptômes mentaux et émotionnels peuvent comprendre la neurasthénie, les troubles affectifs, les troubles de la conscience de soi, les hallucinations et la paranoïa.

## Politique
La dérive du Qigong avait fait l'objet d'une controverse politique dans les années 1990 lorsque le gouvernement chinois s'est inquiété de la perte de son pouvoir due à la fièvre du Qigong.
Des adeptes de la secte du Falun Gong ont été abusivement internés dans des centres psychiatriques.